# پیرخانه
پیرخانه (به ترکی آذربایجانی: Pirxana) یک منطقهٔ مسکونی در جمهوری آذربایجان است که در شهرستان حاجی‌قبول واقع شده‌است.